# Itoman
Itoman (japanska: 糸満市?, Itoman-shi),  okinawianska: Ichuman, är en stad i Japan, och är den sydligaste staden på ön Okinawa i prefekturen med samma namn. Itoman fick stadsrättigheter 1971. 